# Riesdorf
Riesdorf este o comună în Saxonia-Anhalt, Germania